# Водожуки
Водожуки, или гигробиусы (лат. Hygrobia) — род насекомых отряда жесткокрылых с пятью видами. Единственный представитель семейства водожуки (лат. Hygrobiidae).

## Экология и поведение
Водожуки — хищные жуки, личинки и взрослые особи которых в основном живут в застойных водах.

## Распространение
В семействе всего пять видов, один живёт в Европе и Северной Африке, другой в Китае, и остальные три в Австралии.